# Dieden

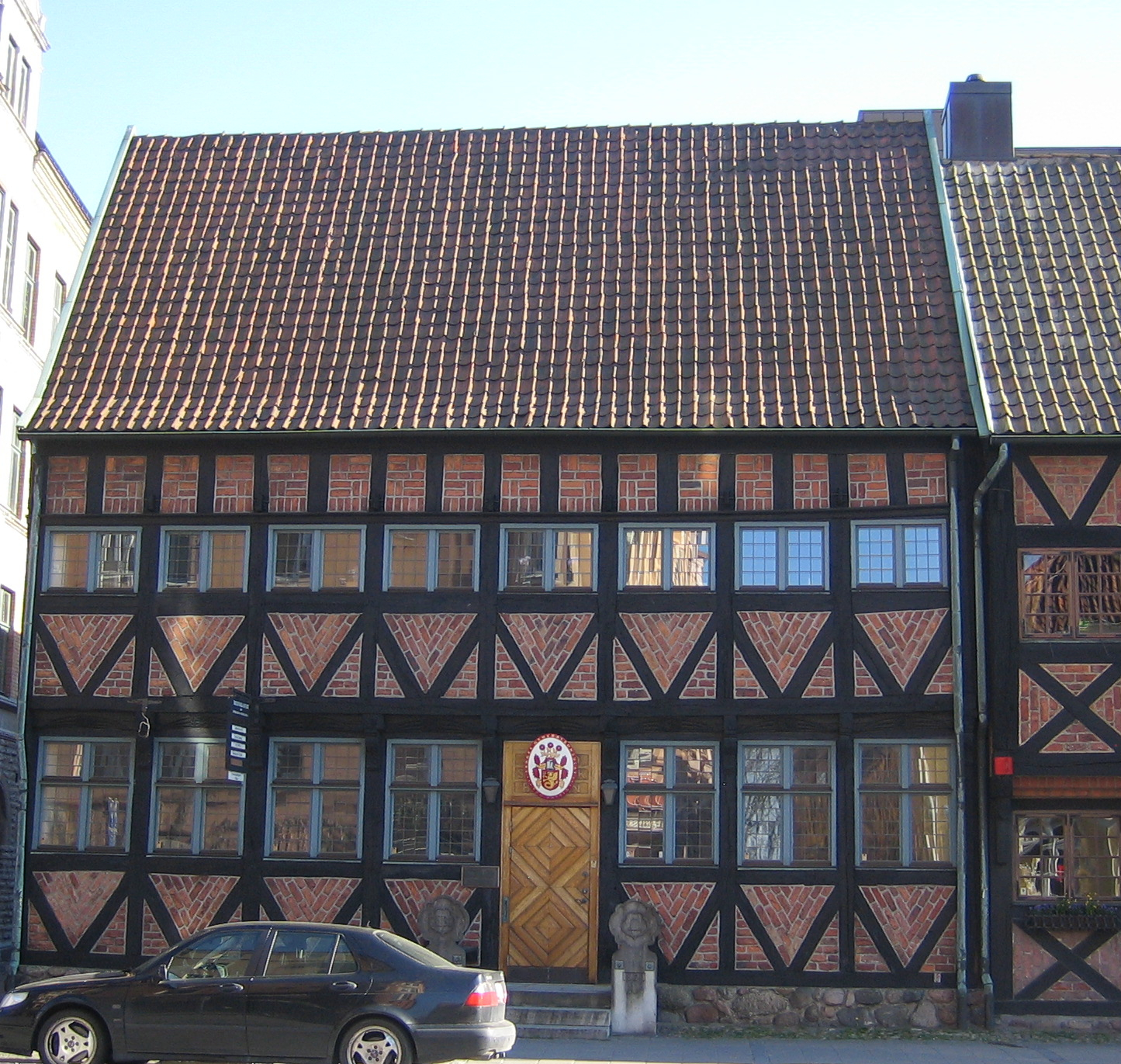
Diedenska huset i Malmö

Dieden är en släkt som härstammar från Hildesheim i Kurfurstendömet Hannover. Kyrkomålaren Johan Henrik Dieden (1732–1817) kom till Göteborg som gesäll vid mitten av 1700-talet och etablerade sig som målare med mästarbrev 1762, med verksamhet i Uddevalla. 
- Johan Henrik Dieden (1732–1817), kyrkomålare
  - Andreas Vincent Dieden (1764–1795), länsbokhållare i Uppsala [1]
  - Johan Henrik Dieden (1774–1858), handelsman i Uddevalla
    - Johan Henrik Dieden (1808–1879), grosshandlare i Malmö
      - Johan Henric Emanuel Dieden (född 1840), grosshandlare i Malmö
        - Gustaf Dieden (1876–1943), grosshandlare i Malmö

      - Theodor Vincent Dieden (1845–1927), vice häradshövding, godsägare på Karlslunds herrgård utanför Örebro
        - Theodor Wright Dieden (1889–1968), agronom, uppfinnare, godsägare Karlslunds herrgård utanför Örebro
        - Henrik Wright Dieden (född 1893), jägmästare

      - Berthold Dieden (född 1849), grosshandlare i Malmö
      - Gotthard Dieden (född 1848), godsägare på Bellevue gård utanför Malmö
        - Gotthard Dieden (1879–1968), väg- och vattenbyggnadsingenjör

  - Matthias Magnus Dieden (1783–1790) [1]